# Carlos Quintanilla
Carlos Quintanilla Quiroga (ur. 22 czerwca 1888 w Chocabambie, zm. 8 czerwca 1964, tamże) – boliwijski generał i polityk, uczestnik wojny o Chaco, szef sztabu generalnego od 1938 do 1939 w administracji Germana Buscha, po jego samobójstwie tymczasowy, dyktatorski prezydent Boliwii od 23 sierpnia 1939 do 15 kwietnia 1940.